# Boarmia glaucocinctodes
Boarmia glaucocinctodes är en fjärilsart som beskrevs av Embrik Strand 1917. Boarmia glaucocinctodes ingår i släktet Boarmia och familjen mätare. Inga underarter finns listade i Catalogue of Life.